# Занос Савва
Занос Савва (грец. Ζανος Σαββα, нар. 26 листопада 2005, Нікосія, Кіпр) — кіпрський футболіст, вінгер італійського клубу «Торіно».

## Ігрова кар'єра

### Клубна
Занос Савва народився у місті Нікосія і є вихованцем місцевого клубу «Олімпіакос», в складі якого у 2022 році футболіст провів чотири матчі.
В липні 2022 року Савва перейшов до італійського «Торіно». Через рік він підписав з клубом перший проефсійний контракт. Дебют в «Торіно» відбувся 12 травня 2024 року, коли Савва вийшов на заміну в другому таймі і вже через вісім хвилин відзначився забитим голом у ворота «Верони».

### Збірна
З 2023 року Занос Савва є гравцем молодіжної збірної Кіпру.